# Ecomorypora pseudogranulata
Ecomorypora pseudogranulata – gatunek chrząszcza z rodziny kusakowatych i podrodziny Aleocharinae.
Gatunek ten opisany został w 2007 roku przez Grzegorza Paśnika.
Chrząszcz o wypukłym ciele długości od 5 do 5,5 mm, ubarwionym błyszcząco czarno z ciemnobrązowymi pokrywami, czerwonymi stopami oraz brązowymi czułkami i pozostałymi częściami odnóży. Głowa, przedplecze i pokrywy są pozbawione mikrorzeźby. Punktowanie przedplecza jest umiarkowanie delikatne i bardzo gęste. Włoski w przedniej części linii środkowej przedplecza skierowane są do przodu, a w tylnej jej części do tyłu. Tergity odwłoka mają delikatne i gęste punktowanie oraz siatkę mikrorzeźby o poprzecznych, izodiametrycznych oczkach.
Owady endemiczne dla Nowej Zelandii. Spotykany na wysokościach od 750 do 1250 m n.p.m.